# Petrosiidae
Petrosiidae é uma família de esponjas marinhas da ordem Haplosclerida.

## Gêneros
- Acanthostrongylophora Hooper, 1984
- Neopetrosia de Laubenfels, 1949
- Petrosia Vosmaer, 1885
- Xestospongia de Laubenfels, 1932